# A Dose of Rock 'n' Roll
"A Dose of Rock 'n' Roll" es una canción compuesta por el músico Carl Groszman. La canción fue publicada originalmente por el escritor Carl Groszman en 1975 en el sello discográfico de Starr, Ring O' Records, y Starr decidió hacer un versión de ella para su álbum de 1976 Ringo's Rotogravure. El sencillo se publicó en septiembre de 1976 antes del lanzamiento del álbum, y pasó nueve semanas en la lista Billboard Hot 100, donde llegó al puesto 26.

## Posición en listas
| País           | Lista                     | Posición |
| -------------- | ------------------------- | -------- |
| Australia      | ARIA Singles Chart        | 37       |
| Canadá         | RPM Top Singles           | 20       |
| Canadá         | RPM Adult Contemporary    | 43       |
| Estados Unidos | Billboard Hot 100         | 26       |
| Estados Unidos | Adult Contemporary Tracks | 44       |